# Championnat d'Australie de football 1985
Le championnat d'Australie de football 1985 est la neuvième édition de la National Soccer League. Pour la deuxième année consécutive, le championnat se déroule en deux conférences de 12 clubs chacune. La finale est remportée par Brunswick Juventus face au Sydney City Soccer Club. Le tenant du titre est le South Melbourne FC.

## Conférence nord
| Pos | Club                       | J  | V  | N | D  | BP | BC | Pts |
| 1   | Sydney City                | 22 | 15 | 5 | 2  | 42 | 19 | 35  |
| 2   | Sydney Croatia             | 22 | 14 | 5 | 3  | 50 | 22 | 33  |
| 3   | Marconi Fairfield          | 22 | 11 | 7 | 4  | 44 | 23 | 29  |
| 4   | Sydney Olympic             | 22 | 12 | 3 | 7  | 29 | 25 | 27  |
| 5   | St George Saints           | 22 | 7  | 8 | 7  | 31 | 26 | 22  |
| 6   | Canberra City              | 22 | 8  | 6 | 8  | 33 | 35 | 22  |
| 7   | Inter Monaro               | 22 | 7  | 6 | 9  | 29 | 37 | 20  |
| 8   | Blacktown City             | 22 | 7  | 4 | 11 | 30 | 34 | 18  |
| 9   | A.P.I.A. Leichhardt Tigers | 22 | 7  | 2 | 13 | 20 | 34 | 16  |
| 10  | Wollongong City            | 22 | 5  | 6 | 11 | 29 | 46 | 16  |
| 11  | Penrith City               | 22 | 4  | 6 | 12 | 24 | 35 | 14  |
| 12  | Newcastle KB United        | 22 | 4  | 4 | 14 | 20 | 45 | 12  |

À la suite des barrages, le Sydney City Soccer Club est qualifié pour la finale.

## Conférence sud
| Pos | Club                  | J  | V  | N | D  | BP | BC | Pts |
| 1   | South Melbourne       | 22 | 14 | 5 | 3  | 39 | 21 | 33  |
| 2   | Brunswick Juventus    | 22 | 11 | 7 | 4  | 33 | 19 | 29  |
| 3   | Heidelberg United     | 22 | 10 | 7 | 5  | 29 | 17 | 27  |
| 4   | Preston               | 22 | 9  | 6 | 7  | 30 | 28 | 24  |
| 5   | Melbourne Croatia     | 22 | 9  | 6 | 7  | 29 | 21 | 24  |
| 6   | Sunshine George Cross | 22 | 8  | 7 | 7  | 25 | 22 | 23  |
| 7   | Brisbane Lions        | 22 | 9  | 4 | 9  | 29 | 29 | 22  |
| 8   | Green Gully           | 22 | 6  | 6 | 10 | 24 | 29 | 18  |
| 9   | Adelaide City         | 22 | 6  | 6 | 10 | 29 | 35 | 18  |
| 10  | West Adelaide         | 22 | 6  | 5 | 11 | 24 | 37 | 17  |
| 11  | Brisbane City         | 22 | 6  | 5 | 11 | 25 | 42 | 17  |
| 12  | Footscray JUST        | 22 | 5  | 2 | 15 | 25 | 41 | 12  |

À la suite des barrages et malgré la première place obtenue par le South Melbourne FC, c'est Brunswick Juventus qui se qualifie pour la finale.

## Finale
Lors du match aller à Melbourne, c'est Brunswick United qui s'est imposé grâce à un but de Incantalupo à la trente-huitième minute de jeu.
Lors du match retour à Sydney, comme au match aller, Brunswick United s'impose un but à zéro grâce à un but de Incantalupo à la 41e minute de jeu.
Sur les deux matchs, Brunswick Juventus s'impose deux buts à zéro face au Sydney City Soccer Club.
| Match aller 4 septembre 1985 | Brunswick Juventus | 1 – 0 | Sydney City Soccer Club | Olympic Park, Melbourne |
|                              | Incantalupo 38e    |       |                         |                         |

| Match retour 8 septembre 1985 | Sydney City Soccer Club | 0 – 1 | Brunswick Juventus | Sydney Athletic Field, Sydney |
|                               |                         |       | Incantalupo 41e    |                               |